# Newtonsville
Newtonsville – wieś w Stanach Zjednoczonych, w stanie Ohio, w hrabstwie Clermont.